# اندیس آنومالی موسی
آنومالی موسی یک اندیس فلزی است که در حوالی شهر علی حاجی استان آذربایجان غربی قرار دارد و مادهٔ معدنی موجود در آن، طلا است.سنگ میزبان این اندیس شیل، کوارتزیت، آهک، آهک دولومیتی است و دیرینگی آن به دوران کربونیفر و پرمین می‌رسد. در این اندیس، پاراژنز‌های استیبینیت، گالن، سروسیت، مالاکیت، هماتیت و طلا یافت می‌شوند.